# Meliboeus lesnei
Meliboeus lesnei es una especie de escarabajo del género Meliboeus, familia Buprestidae. Fue descrita científicamente por Théry en 1934.